# Нючпас (сельское поселение)
Нючпас — упразднённые административно-территориальная единица (административная территория посёлок сельского типа с подчинённой ему территорией) и муниципальное образование (сельское поселение с полным официальным наименованием муниципальное образование сельского поселения «Нючпас») в составе Койгородского муниципального района в Республике Коми Российской Федерации.
Административный центр и единственный населенный пункт — посёлок Нючпас.
15 марта 2022 года административная территория и сельское поселение объединены с административной территорией и сельским поселением Ужга.

## История
Статус и границы административной территории установлены Законом Республики Коми от 6 марта 2006 года № 13-РЗ «Об административно-территориальном устройстве Республики Коми».
Статус и границы сельского поселения установлены Законом Республики Коми от 5 марта 2005 года № 11-РЗ «О территориальной организации местного самоуправления в Республике Коми».

## Население
| 2010 | 2011 | 2012 | 2013 | 2014 | 2015 | 2016 |
| ---- | ---- | ---- | ---- | ---- | ---- | ---- |
| 192  | ↘190 | ↘183 | ↘177 | ↘174 | ↘164 | ↘151 |
| 2017 | 2018 | 2019 | 2020 | 2021 |      |      |
| ↘148 | ↘141 | ↘134 | ↘133 | ↘121 |      |      |